# Erchanrade II
Erchanrade II dit Le Jeune, est un prélat français, évêque de Paris de 832 à sa mort en 836 ou 857.

## Biographie
Erchanrade fut invité à venir faire la cérémonie de translation des reliques de sainte Bathilde par l'abbesse Egelwicht qui fit lever le corps le 26 février 833 qui fut retrouvé entier et sans corruption, mais l'évêque ne put se rendre à Chelles que 18 jours plus tard.
Il donne en 836 son agrément à la demande de translation de saint Vite, mais l'abbé Varin ne repartit qu'avec quelques reliques, mais sans le corps du saint Hilduin, abbé de Saint-Denis lui promet s'il recouvre le liberté et ses abbayes de lui fournir quelques reliques reposant dans ses abbayes. La liberté recouvrée, l'abbé tient sa promesse et donne à Varin qui venait de recevoir l'abbaye Saint-Pierre de Rebais le corps de saint Vite le 19 mars 836.
En mai 836, Erchanrade II se trouvait à Chartres où l'évêque Bernoin tenait un synode des prêtres de son diocèse auquel il assistait. Les deux hommes et l'ensemble du clergé allèrent à la rencontre du convoi venant du Mans, qui transportait les reliques de saint Liboire  que leur avait donné saint Aldric, afin de se rendre à cathédrale de Paderborn.
Erchanrade donna en 845 son consentement à Hincmar, moine de l'abbaye de Saint-Denis qui était fort agréable au roi Charles II le Chauve, et que le peuple et le clergé de Reims, élurent pour devenir archevêque de Reims, ainsi que d'Hilduin, son abbé, ainsi que de son métropolitain. Il fut ordonné le 3 mai 845.
Il assista à l'assemblée de Bonneuil en août 856, rassemblant 29 évêques et seigneurs, afin de faire des remontrances au roi Charles II le Chauve, et l'obliger de mettre de l'ordre dans les monastères, de faire exécuter les capitulaires publiés à Couleine, Beauvais, Thionville, Verneuil, Soissons, ainsi que de déclarer nul ce qui serait fait au préjudice de ces lois. Ils menacèrent du Jugement de Dieu, s'il ne faisait pas ce qu'ils souhaitent de lui.